# Bo Levi Mitchell
(en) Statistiques sur statscrew
Bo Levi Mitchell (né le 29 mars 1992) est un joueur américain de football américain et de football canadien. Après une carrière universitaire durant laquelle il a remporté en 2010 le championnat de la NCAA Division I Football Championship Subdivision, il s'est joint aux Stampeders de Calgary de la Ligue canadienne de football (LCF) avec lesquels il a évolué de 2012 à 2022. Il a remporté la coupe Grey en 2014 et 2018 et a reçu plusieurs honneurs au cours de sa carrière, en particulier le Walter Payton Award en 2010 et le titre de Joueur par excellence de la Ligue canadienne de football à deux reprises, en 2016 et 2018. Il est actuellement membre des Tiger-Cats de Hamilton. Il évolue à la position de quart-arrière (quarterback en Europe).

## Biographie

### Carrière scolaire et universitaire
Né à Katy au Texas, Bo Levi Mitchell fréquente une école secondaire de sa ville, la Katy High School (en), avec laquelle il remporte en 2007 un championnat d'État de football américain en conférence 5A division 2,. En 2008 il entre à l'Université méthodiste du Sud et joue pour les Mustangs de SMU pendant deux saisons, étant quarterback titulaire dans 19 rencontres. En 2010 il passe à l'université d'Eastern Washington (en) et s'aligne avec les Eagles. Il mène son nouveau club à la victoire au match de championnat (en) de la NCAA Division I Football Championship Subdivision, au terme duquel il est choisi le joueur par excellence (MVP). Dans ce match, il transforme un déficit de 19-0 au troisième quart en une victoire de 20-19. En 2011 il remporte le Walter Payton Award comme meilleur joueur offensif de la NCAA Division I Football Championship Subdivision, en plus d'être choisi meilleur joueur offensif de la Big Sky Conference.

### Carrière professionnelle
Ignoré au repêchage 2012 de la NFL, Bo Levi Mitchell signe un contrat avec les Stampeders de Calgary de la Ligue canadienne de football en avril 2012. Il est substitut à sa première saison, mais joue plus souvent en 2013 quand il est appelé à remplacer Kevin Glenn (en) et Drew Tate (en), blessés. En 2014, il devient titulaire indiscutable au poste de quart-arrière et il mène son club à une saison de 15 victoires pour 3 défaites ainsi qu'à la conquête de la coupe Grey contre Hamilton par un compte de 20-16. Il est aussi choisi joueur par excellence du match. Mitchell et les Stampeders connaissent de bonnes saisons en 2015, 2016 et 2017, se rendant jusqu'au match de la coupe Grey en 2017 alors qu'ils sont défaits par Toronto 27-24. Mitchell est choisi sur l'équipe d'étoiles de la division Ouest en 2015 et 2016 et sur celle de la ligue en 2016. En 2016 il remporte également l'honneur du joueur par excellence de la ligue. 
La saison 2018 est une autre saison mémorable pour Mitchell alors qu'il mène de nouveau les Stampeders à une victoire à la coupe Grey, cette fois contre le Rouge et Noir d'Ottawa, par 27-16. Il est nommé joueur du match, en plus d'avoir été nommé joueur par excellence de la ligue pour la saison. En 2019 il subit une blessure et doit manquer sept matchs. En 2021, après la saison 2020 annulée pour cause de pandémie, Mitchell subit une fracture du péroné en début de saison et manque plusieurs matchs. Au début de la saison 2022, Mitchell n'est pas au sommet de sa forme, et en août il perd son poste de titulaire au profit du jeune Jake Maier (en),. 
Après la fin de la saison les Stampeders échangent Mitchell aux Tiger-Cats de Hamilton contre des choix au repêchage ; cependant Mitchell doit devenir agent libre en février 2023 et pourra alors s'entendre avec l'équipe de son choix. Il s'entend cependant avec les Tiger-Cats pour un contrat de trois ans en janvier. Blessé deux fois durant la saison 2023, dont une fracture à la jambe en juillet, il ne peut jouer qu'une partie de la saison. Il est de retour comme titulaire en 2024.

## Trophées et honneurs

### NCAA
- Walter Payton Award (meilleur joueur offensif de la NCAA Division I Football Championship Subdivision : 2011
- Meilleur joueur offensif de la Big Sky Conference : 2011

### LCF
- Joueur par excellence de la Ligue canadienne de football : 2016, 2018
- Trophée Jeff-Nicklin (joueur par excellence de la division Ouest) : 2015, 2016, 2018
- Équipe d'étoiles de la division Ouest : 2015, 2016, 2018
- Équipe d'étoiles de la Ligue canadienne de football : 2016, 2018
- Joueur par excellence de la coupe Grey (en) : 2014, 2018